# كأس الأبطال الفرنسي 2021
كأس الأبطال الفرنسي 2021 (بالفرنسية: 2021 Trophée des Champions)‏ هي مباراة جمعت الفائز بالدوري الفرنسي 2020–21 والفائز بكأس فرنسا 2020–21 في 1 أغسطس 2021. لُعبت المباراة على ملعب بلومفيلد في مدينة تل أبيب، إسرائيل.
فاز نادي ليل على باريس سان جيرمان بنتيجة 1–0 وحصل على كأس الأبطال الفرنسي لأول مرة في تاريخه.

## وصلات خارجية
- باللغة الفرنسية